# 1. A moška državna rokometna liga
Liga NLB ali 1. A moška državna rokometna liga (kratica 1. A DRL) je najmočnejšo rokometno klubsko tekmovanje, ki deluje pod okriljem Slovenske rokometne zveze, v njej pa tekmuje 12 klubov, ki so združeni v ZROPS. Doslej so štirje klubi osvojili naslov državnih prvakov, rekorderji z 20 naslovi pa so rokometaši Celja P.L.

## Pravila
Liga deluje na principu dvokrožnega ligaškega tekmovanja (vsaka ekipa igra z vsako, enkrat doma drugič v gosteh). Razdeljena je na redni del in končnico za prvaka in obstanek. Redni del ima 22. krogov. Po koncu rednega dela najboljših šest napreduje v končnico za prvaka, preostalih šest pa v končnico za obstanek. Končnica traja 10. krogov. Po končnem prvenstvu prva ekipa v končnici za prvaka postane državni prvak in se skupaj z drugouvrščenim uvrstiti v Ligo prvakov. Zadnji dve ekipi v končnici za obstanek izpadeta v 1. B moško državno rokometno ligo.
V sezoni 2024/2025 je bil spremenjen format tekmovanja, sama liga pa se je skrčila na 12 ekip (v sezoni 2023/2024 so izpadle 3 ekipe: ŠRD Škofljica, MRK Ljubljana in RD Dobova; RD Urbanscape Loka je igrala dodatne kvalifikacije proti RK Frankstahl Radovljica in obstala med najboljših 12). Sezona se prične z normalnim ligaškim dvokrožnim sistemom. V drugem delu se ekipe razdelijo v tri skupine. Zadnji 4 udeleženci rednega dela (t.i. "skupina za obstanek") se pomeri po dvokrožnem sistemu. Zadnji v skupini izpade v 1.B DRL, predzadnja pa se bo podala v boj z drugo uvrščeno ekipo 1.B DRL. Preostalih 8 ekip bo razdeljeno v dve skupini: prva skupina za 1., 4., 5. in 8. ekipo rednega dela in druga skupina za 2., 3., 6. in 7. ekipo rednega dela. Prva ekipa skupine A in druga ekipa skupine B tvorita par za prvo polfinalno tekmo, druga ekipa skupina A in prva ekipa skupine B tvorita par za drugo polfinalno tekmo. V finale napreduje ekipa, ki doseže dve zmagi, medtem ko poraženi ekipi igrata tekmo za tretje mesto. Tudi v tem delu tekmovanja se igrajo tekme na dve dobljeni zmagi. Preostale ekipe skupine za prvaka (torej 3. in 4. uvrščene) igrajo medsebojni tekmi za končno 5. in 7. mesto, v sistemu dveh tekem in skupnega rezultata. 

## Sezona 2024 - 2025
V sezoni 2024 - 2025 v prvenstvu nastopa 12 ekip: 
- Rokometni klub Celje Pivovarna Laško
- Rokometni klub Gorenje Velenje
- Rokometni klub Trimo Trebnje
- Moški rokometni klub Krka Novo Mesto
- Rokometno društvo LL Grosist Slovan
- Rokometni klub Slovenj Gradec
- Rokometno društvo Urbanscape Loka
- Rokometno društvo Riko Ribnica
- Rokometni klub Sviš Cugelj okna Ivančna Gorica
- Rokometni klub Miestral Krško
- Rokometni klub Jeruzalem Ormož
- Rokometno društvo Koper

## Prva tri moštva vseh DP Slovenije
| Leto    | Prvak           | 2. mesto           | 3. mesto        |
| ------- | --------------- | ------------------ | --------------- |
| 1992–03 | Celje           | Slovan             | Jadran          |
| 1993–04 | Celje           | Jadran             | Slovenj Gradec  |
| 1994–95 | Celje           | Gorenje Velenje    | Jadran          |
| 1995–96 | Celje           | Jadran             | Rudar           |
| 1996–97 | Celje           | Gorenje Velenje    | Dobova          |
| 1997–98 | Celje           | Slovenj Gradec     | Prule 67        |
| 1998–99 | Celje           | Slovenj Gradec     | Trimo           |
| 1999–00 | Celje           | Prevent            | Trimo           |
| 2000–01 | Celje           | Prule 67           | Trimo           |
| 2001–02 | Celje           | Prule 67           | Prevent         |
| 2002–03 | Prule 67        | Celje              | Gorenje Velenje |
| 2003–04 | Celje           | Prule 67           | Gorenje Velenje |
| 2004–05 | Celje           | Gorenje Velenje    | Prevent         |
| 2005–06 | Celje           | Gorenje Velenje    | Jeruzalem Ormož |
| 2006–07 | Celje           | Gold Club (Jadran) | Gorenje Velenje |
| 2007–08 | Celje           | Gorenje Velenje    | Koper           |
| 2008–09 | Celje           | Koper              | Gorenje Velenje |
| 2009–10 | Gorenje Velenje | Koper              | Trimo           |
| 2010–11 | Celje           | Gorenje Velenje    | Koper           |
| 2011–12 | Koper           | Gorenje Velenje    | Celje           |
| 2012–13 | Gorenje Velenje | Celje              | Koper           |
| 2013–14 | Gorenje Velenje | Celje              | Koper           |
| 2014–15 | Celje           | Gorenje Velenje    | Branik          |
| 2015–16 | Celje           | Gorenje Velenje    | Branik          |
| 2016–17 | Celje           | Gorenje Velenje    | Ribnica         |
| 2017–18 | Celje           | Ribnica            | Gorenje Velenje |
| 2018–19 | Celje           | Gorenje Velenje    | Ribnica         |
| 2019–20 | Celje           | Ribnica            | Trimo           |
| 2020–21 | Gorenje Velenje | Trimo              | Celje           |
| 2021–22 | Celje           | Trimo              | Gorenje Velenje |
| 2022–23 | Celje           | Gorenje Velenje    | Trimo           |
| 2023–24 | Gorenje Velenje | Trimo              | Celje           |
| 2024–25 |                 |                    |                 |

## Dosedanji prvaki
| Št. naslovov | Društvo         | Leto |
| ------------ | --------------- | --- |
| 26           | Celje           | 1992, 1993, 1994, 1995, 1996, 1997, 1998, 1999, 2000, 2001, 2003, 2004, 2005, 2006, 2007, 2008, 2010, 2014, 2015, 2016, 2017, 2018, 2019, 2020, 2022, 2023 |
| 5            | Gorenje Velenje | 2009, 2012, 2013, 2021, 2024 |
| 01           | Koper           | 2011 |
| 01           | Prule 67        | 2002 |